# 蒙斯達菲·沙利科
蒙斯達菲·沙利科（法語：Moustapha Salifou，1983年6月1日—）出生在洛美，是一名多哥職業足球員，司職攻擊中場，現效力德国足球地区联赛球會薩爾布呂肯。

## 簡歷
球會生涯
沙利科出身奧多哥球會迪洛美星隊的青訓系統，後來他輾轉加盟了德國球會紅白奧伯豪森、法國球會布雷斯特29和瑞士球會FC威爾。2007年8月31日，沙利科在阿士東維拉試訓成功後轉投該會並簽訂一年合約。阿士東維拉領隊馬田·奧尼爾對這次交易評論道：「他有巨大的決心能在這個級別取得成功，而且很有可能證明自己有著出色的才能。」。由於，他在申請工作證上遇上問題，因此被逼留在瑞士並於前球會裡操練。
據2007年9月25日的報導指出，他的工作證已獲批准，他將於一週內前往新東家。然而，截至2007年10月18日，他終於能前往阿士東維拉效力。2007年]]10月22日，他在對車路士預備隊的賽事中首次代表阿士東維拉預備隊上陣並攻入兩球，協助球隊以6-0擊敗對手。2008年1月12日，他在對雷丁的賽事進行至90分鐘時從阿士東維拉球迷極大的歡呼聲中後備上場，首次代表球會於一隊上陣，阿士東維拉最終以3-1的比分擊敗對手。他後來與球會續約至2011年6月。 2008年3月15日，他在對樸茨茅夫的賽事進行至90分鐘時第二次代表球會後備入替，球會最終以0-2的比分不敵對手，同樣地他亦在對曼聯的賽事中上陣，球會亦以0-4的比分落敗。
2008年11月6日，馬田·奧尼爾決定改變在歐協對布拉格斯拉維亞的正選陣容，這使沙利科得以踢足90分鐘，而他的表現則獲得史坦·哥利摩亞的高度讚揚。
國際賽
沙利科是多哥的其中一名成員，他亦曾被徵召出戰2006年世界盃。世界盃期間，他代表多哥隊上陣了全部3場的小組賽賽事，分別是對南韓、瑞士和法國。
他在世界盃後的表現備受讚賞，並引起了不少法國球會的注意，促使他被冠上多哥施丹的稱號，其同胞埃曼紐埃爾·艾迪巴約亦因他擔任中場的能力而稱他為「最優秀的8號」。

## 外部連結
- 足球数据库：蒙斯達菲·沙利科的球员统计数据